# 小里站
小里站是位于中国河北省雄安新区起步区西一组团中心城区的城际铁路站点，位于容城县容城镇白龙村西侧，距离启动区雄安城际站约9.4公里。小里站站场规模2台4线，总建筑面积约8万平米，站台长度450m。小里站是中国“八纵八横”高铁网京昆通道（雄忻高速铁路）的节点，是雄安新区东西轴线的重要组成部分、交通枢纽，为雄安新区“三主两辅”枢纽客站格局中的主客站，承担着京津冀城际客流联系的重要作用。

## 设计规划
小里站枢纽位于雄安新区起步区第一组团东西轴南北两侧干路之间，主要包含高铁站、地铁站、配套场站、地下环路及周边地下空间，共分为三层。地下一层布置集中商业、人行活动空间，地下二层布置交通枢纽功能，地下三层为站台层。小里站为2台4线沿东西轴线中心地下布设，为全地下车站。小里站枢纽项目占地面积约7万平方米，地下总建设规模约15万平方米（不含地下站台层），其中高铁和地铁站厅层规模约5万平方米，其他配套规模约10万平方米，总投资约38.86亿元，工程费约28.80亿元。小里站枢纽配套工程将建设包括M1和M3线轨道交通工程、配套工程、配套地面综合体建筑工程、综合管廊工程等内容。

## 轨道交通
轨道交通工程主要M1和M3线轨道交通。